# Жак де Линь
Жак де Линь (фр. Jacques de Ligne; ум. 1552), 1-й граф де Линь — военный и государственный деятель Габсбургских Нидерландов.

## Биография
Сын Антуана де Линя, графа де Фокемберг, и Филиппы де Люксембург.
Граф де Фокемберг, принц де Мортен, барон де Белёй, бургграф Лейденский, сеньор де Монтрёй, и прочее, советник и камергер Карла V и принца Филиппа, маршал Эно, губернатор города и шателении Ат.
Был послом императора к папе Клименту VII.
В 1545 году сеньория Линь была возведена императором в ранг графства.
В январе 1546 на капитуле в Утрехте принят в число рыцарей ордена Золотого руна.
В том же году Жак де Линь отличился при осаде и в битве при Зиттарте, где гельдернцы были полностью разгромлены. Успехом этого дня имперцы в значительной степени были обязаны храбрости графа де Линя и валлонских отрядов, которыми он командовал.
Умер в 1552 году от плеврита.

## Семья
1-я жена (9.09.1527): баронесса Мария ван Вассенар, бургграфиня Лейденская (ум. 1544), дочь и наследница барона Яна II ван Вассенара, бургграфа Лейденского, и Жоссины д'Эгмонт
Дети:
- Жан де Линь (ум. 8.09.1535)
- граф Филипп де Линь (1533—1583). Жена (27.03.1559): Маргарита де Лален (ум. 1598), дама де Виль и Померё, дочь Филиппа I де Лалена, графа ван Хогстратен, и графини Анны фон Ренненберг
- Луи, ум. малолетним, и Элен (ум. 27.08.1544)
- Жорж де Линь (ум. 1579), сеньор д'Эстрамбюрж и де Монтрёй, затем граф де Фокемберг. Капитан гвардии дона Хуана Австрийского и полковник валлонских драгун. В битве при Лепанто был ранен выстрелом из мушкета, закрыв своим телом дона Хуана. Жена: Мария де Ранти, дама д'Амбри и Брюе, дочь Удара де Ранти, сеньора д'Амбри, и Марии де Лик. Вторым браком вышла за Эсташа де Равенеля, сеньора де Рантиньи (ум. 1584), третьим за Гастона-Амбруаза Спинолу, графа де Брюе, губернатора Турне

2-я жена (1552): Жанна де Алевин (ум. 25.08.1557), дочь Георга ван Халевина, бургграфа Ньивпорта, и Антуанетты де Сент-Альдегонд, вдова барона Филиппа де Бомона